# Basalto tholeiitico
Il basalto tholeiitico o tholeiite è una roccia magmatica basica (iposilicica; SiO2 = 45-52 in peso percentuale) effusiva. Prende il nome dall'abitato tedesco di Tholey.

## Composizione
A livello di composizione appartiene alle rocce magmatiche subalcaline (iposature in silice) ed è caratterizzato mineralogicamente dalla presenza di due clinopirosseni,  augite e pigeonite. L'ortopirosseno è solo raramente presente. Tra le altre fasi è abbondante il plagioclasio, mentre l'olivina (spesso alterata) è presente solo nei basalti tholeiitici con comportamento transizionale che vengono emessi nei fondali oceanici (le olivin tholeiiti). Tra i minerali accessori, quello più comune, è la magnetite. Nelle rocce sub-effusive, è spesso presente anche il quarzo in cristalli allotriomorfi interdigitati a feldspato.

## Tipologie su base geochimica, petrogenesi e distribuzione
I basalti tholeiitici e i loro differenziati (soprattutto andesiti tholeiitiche) rappresentano forse il litotipo più abbondante della superficie crostale. La loro genesi è solitamente associata a movimenti estensionali sia in ambiente continentale che oceanico dove definiscono le grandi province ignee (LIP, acronimo dell'inglese Large Igneous Provinces).

In sede continentale rappresentano i cosiddetti CFB (Continental Flood Basalts) tutti relazionabili a momenti di separazione continentale. Tra le province tholeiitiche di questo tipo, le più famose sono quelle associate allo smembramento dei supercontinenti  Pangea e Gondwana. Tra queste ricordiamo la Provincia magmatica dell'Atlantico centrale (estesa in Sud America, Nord America, Africa ed Europa), le tholeiiti del Paranà-Etendeka (Sud America e Africa), le Siberian Traps (dalla Siberia alle repubbliche baltiche), la provincia del Karoo (Africa), e le tholeiiti del Ferrar (Antartide, Australia e Tasmania).
In sede oceanica le tholeiiti sono associate a tre differenti momenti tettonici di cui due fanno riferimento a tettoniche estensionali ed uno compressive.

I casi estensionali riguardano le tholeiiti di dorsale oceanica e le tholeiiti di retroarco. Le prime rappresentano i cosiddetti MORB (Middle Ocean Ridge Basalts) che vengono emessi dove due zolle oceaniche divergono. Le seconde sono associate ad un momento estensionale alle spalle di un sistema orogenico di tipo Arco-Isola in cui due placche oceaniche collidono ed una subduce all'altra.

Il caso compressivo riguarda le tholeiiti di arco. Si tratta di basalti che si formano solitamente nella cosiddetta zona di pre-arco sempre in un contesto di tipo Arco-Isola. Questi ultimi litotipi si distinguono chimicamente dagli altri basalti tholeiitici mostrando un contenuto in allumina superiore.
Tutte le serie tholeiitiche hanno un punto genetico in comune che è rappresentato dal frazionamento tardivo di magnetite come conseguenza di una ridotta attività (fugacità) di ossigeno. Tale situazione viene interpretata come il risultato di un alto grado di fusione da parte di una sorgente peridotitica praticamente anidra.
Dato che a discriminare chimicamente le tholeiiti non sono né gli alcali né la silice, ne consegue che il diagramma classificativo TAS (Total Alkali Silica) non può discriminare i basalti tholeiitici dagli altri basalti subalcalini.

## La tholeiite etnea
Il basalto tholeiitico si trova nelle lave più antiche dell'Etna, affiorante nella zona tra Acicastello ed Acitrezza e nel sistema Adrano, tra Adrano e Paternò-Valcorrente.